# Mönchstraße 61 (Stralsund)
Das Gebäude Mönchstraße 61 in Stralsund ist ein denkmalgeschütztes Bauwerk in der Mönchstraße, Ecke Mühlenstraße.

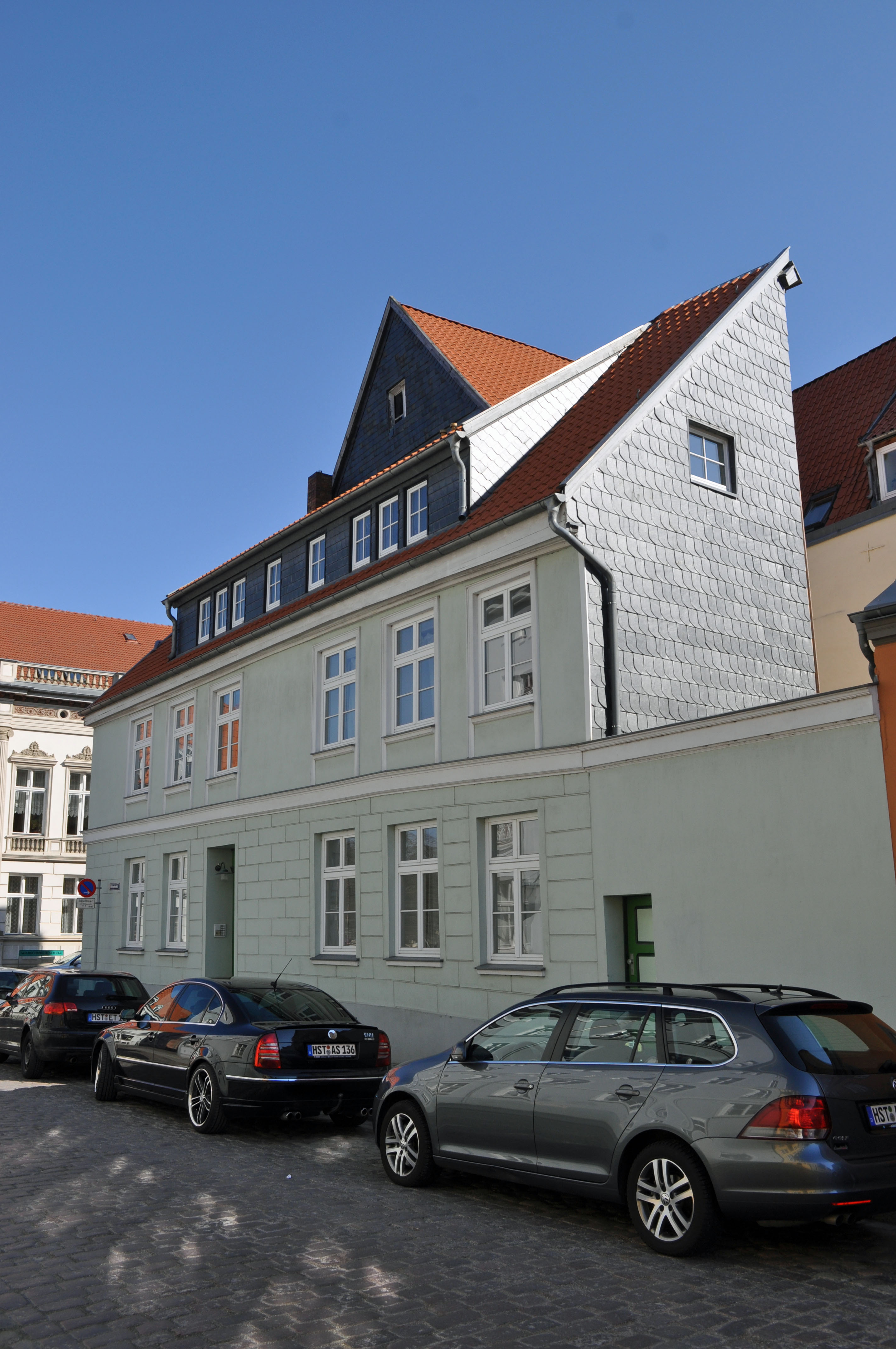
Haus Mönchstraße 61 in Stralsund (2012)

Das zweigeschossige, sechsachsige Gebäude an der Ecke zur Mühlenstraße wurde in der zweiten Hälfte des 18. Jahrhunderts errichtet. Auf dem Pultdach sitzt eine breite Schleppgaube. Die Putzfassade ist durch die Rustifizierung im Erdgeschoss und durch Gurtgesimse geprägt.
Das Haus im Kerngebiet des von der UNESCO als Weltkulturerbe anerkannten Stadtgebietes des Kulturgutes „Historische Altstädte Stralsund und Wismar“ ist in die Liste der Baudenkmale in Stralsund eingetragen.